# Microcalicha sordina
Microcalicha sordina là một loài bướm đêm trong họ Geometridae.